# Síndrome de secreção inapropriada de hormônio antidiurético
A síndrome de secreção inapropriada de hormônio antidiurético (SIHAD) é caracterizada pela excessiva produção de hormônio antidiurético ou de substâncias com função semelhante. A produção do hormônio ou de substância similar pode ocorrer em certas neoplasias malignas, distúrbios do sistema nervoso central, distúrbios pulmonares ou através de indução por drogas.
As principais características da SIHAD são hiponatremia, expansão do volume sem edema, natriurese, hipouricemia, nível sérico normal ou reduzido de creatinina, função normal da tireoide e das suprarrenais. A expansão do volume e a hiponatremia são as duas principais consequências da retenção sustentada de água. Em geral, pacientes que não regulam a ingestão de água, adquirem cerca de 3kg de água.